# Finca España
Finca España es un barrio de San Cristóbal de La Laguna, en la isla de Tenerife, Canarias, España. Administrativamente se incluye en el distrito Zona 2 del municipio.

## Características
Se encuentra situado a 3 kilómetros al este del centro municipal, asentado en las laderas de las estribaciones del macizo de Anaga, entre los barrancos de Valle Colino y Valle Tabares, a una altitud media de 390 m s. n. m.
El barrio cuenta con los centros ciudadanos de Finca España y La Piterita. Además con una plaza pública, un parque, instalaciones deportivas, así como pequeños comercios.
Cerca de Finca España se encuentra el Campus de Guajara de la Universidad de La Laguna.

## Historia

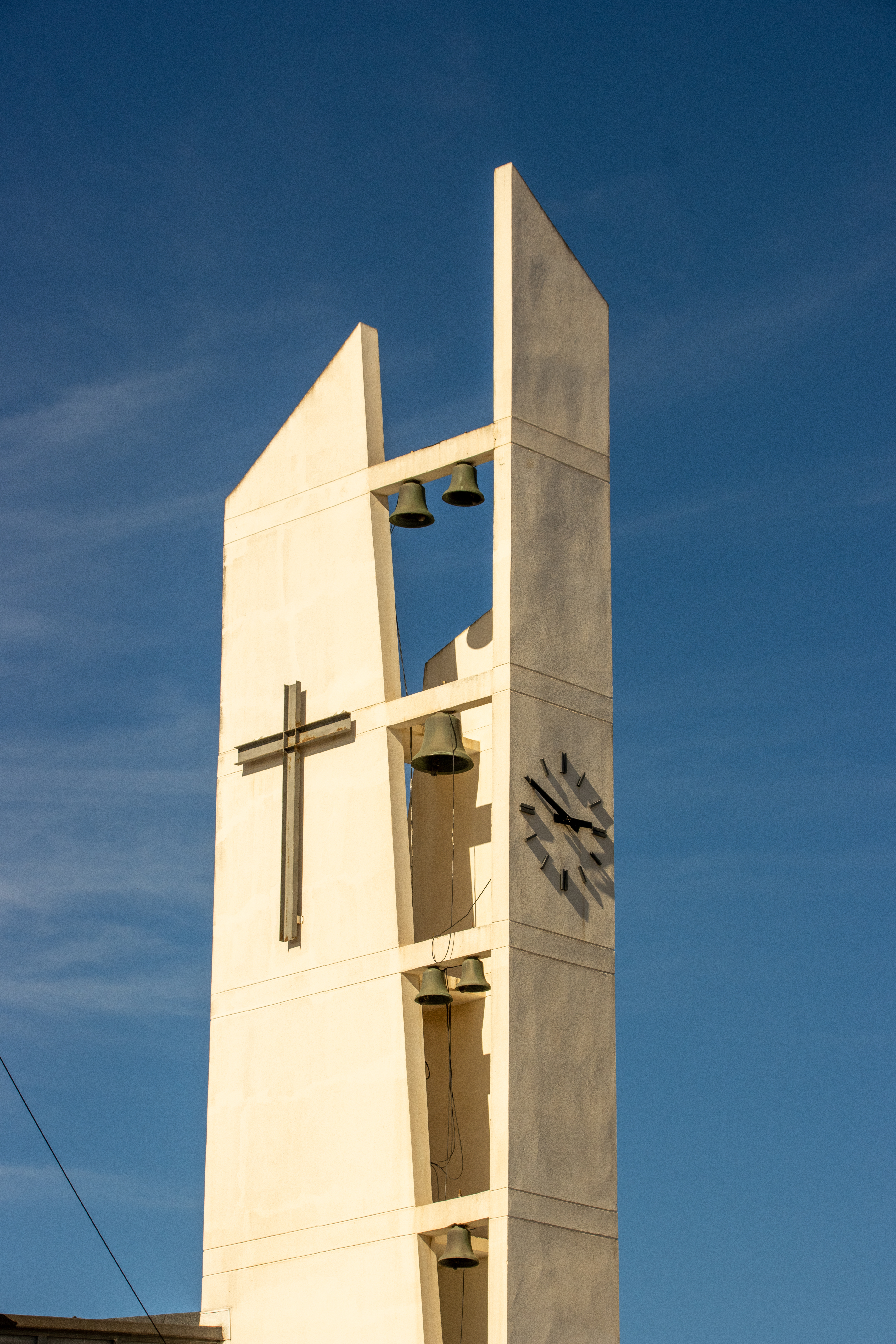
Torre de la Iglesia de Las Nieves

Finca España comienza su andadura como barrio urbano a partir de unas pocas casas rurales dispersas en lo que era una finca a la entrada del barrio y los dos pequeños valles: Valle Colino y Valle Vinagre; con una población en su mayor parte campesina, pobres en recursos económicos, al no contar con los medios suficientes para acometer obras de infraestructuras de regadío. Sus cosechas estaban sometidas a los variantes cambios climáticos; a años de abundantes lluvias les seguían otros de gran escasez que sometía a ésta gente a grandes penurias para sobrevivir.
En 1926 se rodó en la finca gran parte de la película "El ladrón de los guantes blancos", que se trata del primer largometraje rodado en Canarias con actores y equipo canario. El estreno de la película tuvo lugar el 6 de septiembre de 1926 en el Teatro Leal (La Laguna) y en Parque Recreativo (Santa Cruz de Tenerife). Fue dirigida por José González Rivero, un cubano que se había instalado en La Laguna a principios del siglo XX, creando en esta ciudad la primera productora cinematográfica de Canarias, “Rivero Films”.
Con la apertura de la avenida de Las Palmeras, que partiendo de la TF-180 se adentra en dirección a los valles, y la posterior venta de pequeñas parcelas para la edificación de humildes casas familiares, comienza la transformación de toda la zona que conocemos como Finca España.
El entorno de la avenida se iba configurando lentamente como un asentamiento poblacional, con una venta y una escuela pública. El resto de la zona (Valle Colino y Valle Vinagre), que se encuentra separada de la entrada del barrio por el Barranco de Santos, seguía con su actividad campesina pero ya estas labores se alternaban con oficios relacionados con la construcción de edificios, extracciones de bloques en canteras, albañilería, etc.
Con la modernización del transporte público, la llegada del tranvía situó esta zona a pocos minutos de las dos grandes ciudades de la isla, Santa Cruz y La Laguna, haciendo que mejorase sustancialmente la calidad de vida de sus escasos pobladores, y es lo que abre el camino a la inmigración procedente de otros lugares de la isla y del resto del archipiélago, principalmente de Gran Canaria.
Con la primera urbanización en Valle Vinagre, Las Nieves, y la construcción de un puente que une los valles con “la entrada”, así como por el crecimiento poblacional que se estaba produciendo en esta “entrada”, el barrio se transforma rápidamente; surgen casas nuevas por doquier, sin control urbanístico de ningún tipo. La autoconstrucción, sobre la base de la ayuda de familiares, amigos y vecinos, fue configurando el barrio, un barrio pobre carente de todo tipo de infraestructura.
En la actualidad el barrio comprende las zonas de Entrada, Valle Colino, Valle Vinagre, Las Nieves, La Piterita y La Hinojosa. El barrio se encuentra muy próximo al Campus de Guajara perteneciente a la Universidad de La Laguna.

## Demografía
| Año        | 2000  | 2001  | 2002  | 2003  | 2004  | 2005  | 2006  | 2007  | 2008  | 2009  | 2010  | 2011  | 2012  | 2013  | 2014  | 2015  | 2016  | 2017  | 2018  | 2019  | 2020  |
| ---------- | ----- | ----- | ----- | ----- | ----- | ----- | ----- | ----- | ----- | ----- | ----- | ----- | ----- | ----- | ----- | ----- | ----- | ----- | ----- | ----- | ----- |
| Habitantes | 2.477 | 2.379 | 2.271 | 2.102 | 2.504 | 3.043 | 3.442 | 3.716 | 3.866 | 4.006 | 4.046 | 4.136 | 4.159 | 4.159 | 4.173 | 4.200 | 4.228 | 4.259 | 4.324 | 4.398 | 4.497 |

## Fiestas

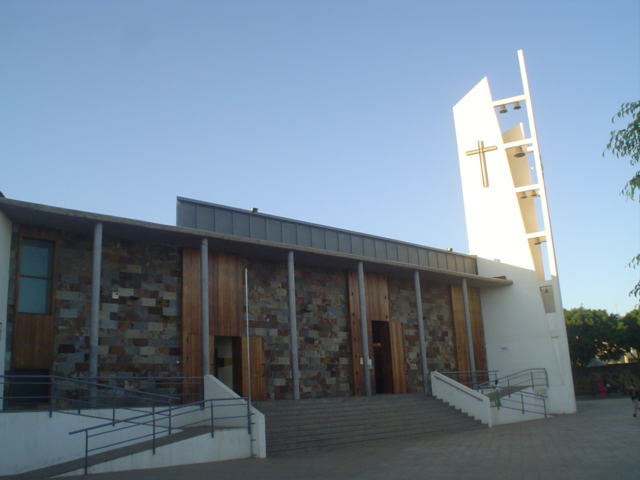
Iglesia de la Virgen de las Nieves en Finca España.

El día cinco de agosto de 1978 se celebró la primera procesión que recorrió el barrio con la imagen de la Virgen de las Nieves, por lo que anualmente se celebran fiestas en honor a la Virgen de las Nieves y es el último domingo de julio el que se elige para celebrar su romería canaria.
Siendo el día de la Virgen (5 de agosto) y la romería los actos más significativos de las fiestas, aunque no los únicos, ya que se suelen celebrar carreras de sortijas a caballo, arrastre de ganado vacuno, festivales de variedades, bailes, juegos deportivos, exposiciones, etc.

### Guaguas

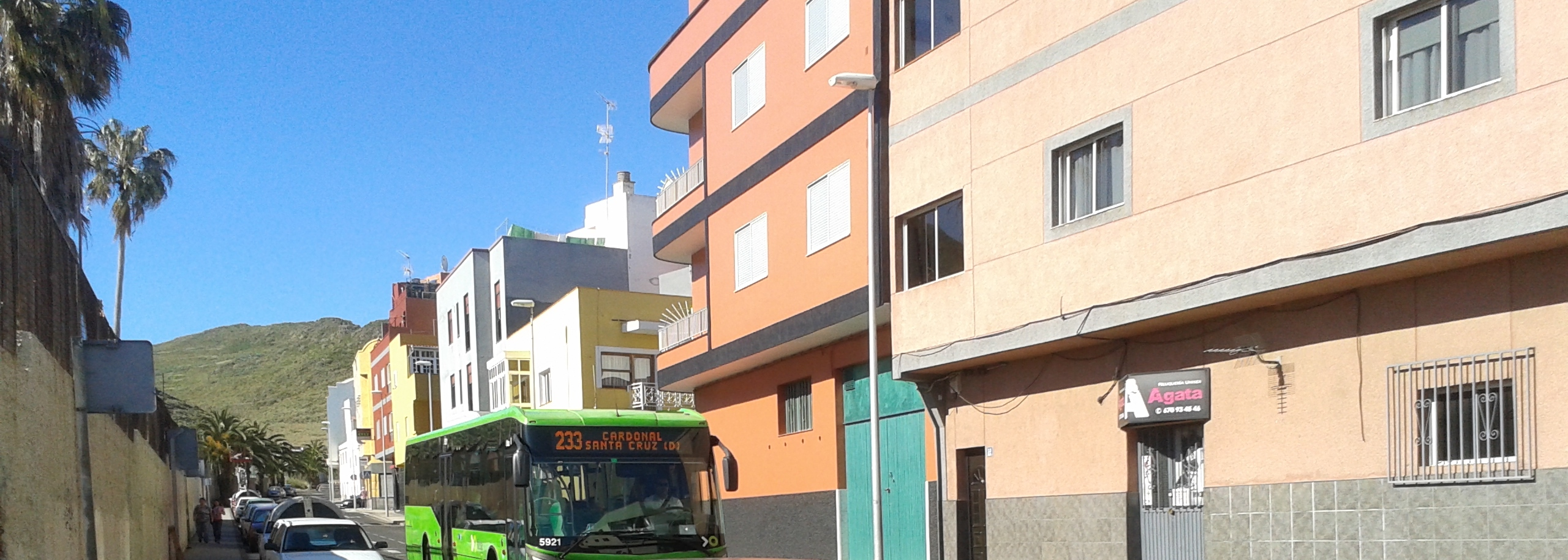
La línea 233 de Titsa partiendo de la zona de Las Nieves.